# Therese von Hobe
Therese Luise Auguste von Hobe (* 15. April 1837 in Merseburg; † 4. Oktober 1915 in Berlin) war eine deutsche Schriftstellerin, die auch unter dem Pseudonym Therese von Rothschütz, auch Therese von Rotschütz publizierte.

## Leben
Über das Leben Therese von Hobes ist nichts bekannt. Sie lebte zuletzt als freie Schriftstellerin in Berlin und ist hier im Alter von 78 Jahren gestorben.

## Werke
- Die Pantoffel-Lene. Eine Sonntagsschulgeschichte. Klein, Barmen 1883.
- Gottes Wege nicht – unsere Wege! Eine Erzählung. Drescher, Leipzig 1883.[1]
- Nähgustel. Eine Erzählung. Deutsche Evangelische Buch- u. Traktat-Gesellschaft, Berlin 1884.[1]
- Kurze Kinderpredigten. Deutsche Evangelische Buch- u Traktat-Gesellschaft. Berlin 1884.
- Allerlei aus dem Leben. 3 Bände. Bugenhagenstift, Anklam 1885.
- Bei Gott ist kein Ding unmöglich! Erzählung. Anklam 1885.[1]
- Führe uns nicht in Versuchung; Gerettet; Der Apothekergehilfe. Erzählungen. Anklam 1885.[1]
- Die Witwe von Sarepta; Was Gott thut, das ist wohlgethan; Keinen Namen nennen. Erzählungen. Anklam 1885.[1]
- Die Wunderblume. Ein Märchen; Ein Sonntag-Nachmittag. Eine Erzählung. Wallmann, Leipzig 1885.[1]
- Durch Nacht zum Licht. Erzählung. Anklam 1885.
- Alpenveilchen. Bugenhagenstift, Anklam 1886.
- Mein Blaubuch. Bugenhagenstift, Anklam 1886.
- In Kriegsgefangenschaft. Erzählung. Deutsche Evangelische Buch- u. Traktat-Gesellschaft, Berlin 1886.[1]
- Ich will! Erzählung für das Volk. Bugenhagenstift, Anklam 1887.
- In der Verbannung. Drei Jahre aus der Geschichte der Waldenser. Bugenhagenstift, Anklam 1887.
- Mit achtzig Jahren Meister Lenhard. Erzählung. Anklam 1887.
- Der Rat des Paten; Osterglocken. Zwei Erzählungen. Anklam 1887.
- Der Steuermann der „Claudia“. Erzählung. Anklam 1887.[1]
- Ein Testament. Erzählung. Anklam 1887.[1]
- Gabriels Heirat. Wider Wind und Wellen. 2 Erzählungen. Wallmann, Leipzig. 1887.[1]
- Nur ein armes Tannenbäumchen. Schmidt, Anklam 1891. (Perlen. Erzählungen für jung und alt. 18)
- Friedel. Erzählung. Verlag des christlichen Zeitschriftenvereins, Berlin 1895.[1]
- Der Sohn des Deichwärters. Erzählung. Verlag des christlichen Zeitschriften-Vereins, Berlin 1895.[1]
- Die roten Nelken. Erzählung. Verlag des christlichen Zeitschriftenvereins, Berlin 1895.[1]
- Tim. Verlag des christlichen Zeitschriftenvereins, Berlin 1896.[1]
- Die rote Laterne. Verlag des christlichen Zeitschriftenvereins, Berlin 1896.
- Gerettet. Verlag des christlichen Zeitschriftenvereins, Berlin 1897.
- Befiehl dem Herrn deine Wege. Verlag des christlichen Zeitschriftenvereins, Berlin 1897.